# Ceratophyllus coahuilensis
Ceratophyllus coahuilensis är en loppart som beskrevs av Eads 1956. Ceratophyllus coahuilensis ingår i släktet Ceratophyllus och familjen fågelloppor. Inga underarter finns listade i Catalogue of Life.